# Res no és mesquí (álbum)
Res no és mesquí (Nada es mezquino, en lengua castellana) es el título del decimotercer disco LP del cantautor Joan Manuel Serrat en homenaje al poeta Joan Salvat-Papasseit, editado en 1977 por la compañía discográfica Edigsa y cantado en lengua catalana.
Todos los temas del disco son poemas de Joan Salvat-Papasseit, excepto el tema «Cançó per a en Joan Salvat-Papasseit» con  letra de Joan Manuel Serrat. Las musicalizaciones son del propio Serrat, excepto las de «Si jo fos pescador», compuesta por Rafael Subirachs, «Visca l'amor», de Guillermina Motta y «Pantalons Llargs», obra esta última de Martí Llauradó i Torné. Los arreglos y dirección musical son de Josep Maria Bardagí con la colaboración especial de Ricard Miralles en los temas «Pregària» y «Cançó per a en Joan Salvat-Papasseit».

## Canciones que componen la grabación
1. «Res no és mesquí» - 3:23
2. «Cançó de l'amor efímera» - 3:18
3. «Quina grua el meu estel» - 5:45
4. «Si jo fos pescador»- 2:11
5. «Pregària» - 1:27
6. «Collita de fruits: Ulls clucs l'amor / Si la despullava / Visca l'amor / Blanca bruna» - 7:50
7. «Pantalons llargs» - 1:48
8. «Deixaré la ciutat» - 2:40
9. «Cançó per a en Joan Salvat-Papasseit» - 4:29